# Кінний спорт на літніх Олімпійських іграх 1952
Змагання з кінного спорту на літніх Олімпійських іграх 1952 в Гельсінках тривали з 28 липня до 3 серпня в Лааксо, Рускеасуо, а також на Олімпійський стадіон. В програмі було три види кінного спорту: виїздка, триборство і конкур. Кожен з них поділявся на індивідуальні та командні змагання, тобто загалом розіграно 6 комплектів нагород.

## Медальний залік
| Дисципліна               | Золото                                                                                                   | Срібло                                                                                      | Бронза |
| ------------------------ | --- | ------------------------------------------------------------------------------------------- | --- |
| Індивідуальна виїздка    | Генрі Сен-Сір і Master Rufus (SWE)                                                                       | Ліс Гартель і Jubilee (DEN)                                                                 | Андре Жуссом і Harpagon (FRA)                                                                             |
| Командна виїздка         | Швеція (SWE) Генрі Сен-Сір і Master Rufus Ґустав Адольф Болтенштерн мол. і Krest Ґенель Перссон і Knaust | Швейцарія (SUI) Ґоттфрід Трахзель і Kursus Анрі Шаммартен і Wöhler Ґустав Фішер і Soliman   | Німеччина (GER) Гайнц Поллай і Adular Іда фон Наґель і Afrika Фріц Тідеманн і Chronist                    |
| Індивідуальне триборство | Ганс фон Бліксен-Фінеке мол. і Jubal (SWE)                                                               | Гі Лефран і Verdun (FRA)                                                                    | Вільгельм Бюзінґ і Hubertus (GER)                                                                         |
| Командне триборство      | Швеція (SWE) Ганс фон Бліксен-Фінеке мол. і Jubal Олоф Стагре і Komet Фольке Фрелен і Fair               | Німеччина (GER) Вільгельм Бюзінґ і Hubertus Клаус Ваґнер і Dachs Отто Роте і Trux von Kamax | США (USA) Чарлз Гаф мол. і Cassivellannus Волтер Стейлі мол. і Craigwood Park Джон Воффорд і Benny Grimes |
| Індивідуальний конкур    | П'єр Жонкер д'Оріола і Ali Baba (FRA)                                                                    | Оскар Крісті і Bambi (CHI)                                                                  | Фріц Тідеманн і Meteor (GER)                                                                              |
| Командний конкур         | Велика Британія (GBR) Вілфред Вайт і Nizefela Даґлас Стюарт і Aherlow Гаррі Ллевеллін і Foxhunter        | Чилі (CHI) Оскар Крісті і Bambi Сесар Мендоса і Pillán Рікардо Ечеверрія і Lindo Peal       | США (USA) Вільям Штайнкраус і Hollandia Артур Мак-Кешин і Miss Budweiser Джон Вільям Расселл і Democrat   |

## Таблиця медалей
| Місце               | Країна                | Золото | Срібло | Бронза | Загалом |
| ------------------- | --------------------- | ------ | ------ | ------ | ------- |
| 1                   | Швеція (SWE)          | 4      | 0      | 0      | 4       |
| 2                   | Франція (FRA)         | 1      | 1      | 1      | 3       |
| 3                   | Велика Британія (GBR) | 1      | 0      | 0      | 1       |
| 4                   | Чилі (CHI)            | 0      | 2      | 0      | 2       |
| 5                   | Німеччина (GER)       | 0      | 1      | 3      | 4       |
| 6                   | Данія (DEN)           | 0      | 1      | 0      | 1       |
| 6                   | Швейцарія (SUI)       | 0      | 1      | 0      | 1       |
| 8                   | США (USA)             | 0      | 0      | 2      | 2       |
| Загалом (8 збірних) | Загалом (8 збірних)   | 6      | 6      | 6      | 18      |